# لابريك (كيبك)
لابريك (بالإنجليزية: Labrecque, Quebec)‏ هي بلدية محلية في كيبيك تقع في كندا في Lac-Saint-Jean-Est Regional County Municipality. يقدر عدد سكانها بـ 1,215 نسمة ومساحتها 157.30 كم2 .